# Nissan Pino
La Nissan Pino è una piccola autovettura prodotta per il mercato giapponese dalla casa automobilistica Nissan Motor dal 2007 al 2010, sulla base della Suzuki Alto con l'intento di affiancarla alla Nissan Moco, un'utilitaria in produzione dal 2001.
Il design della carrozzeria della citycar è semplice e filante: viene introdotta nel 2007 per riuscire a sviluppare la richiesta delle Keicar nel continente asiatico.
La forma è particolare, ma sono degni di nota la comodità e il consumo ridotto.
La Nissan smette di produrre il modello nel 2010, quando le vendite iniziano a calare sempre di più.